# Vitex keniensis
Espèce
Classification APG III (2009)
Statut de conservation UICN

 EN  : En danger
Vitex keniensis est une espèce de plantes à fleurs de la famille des Verbenaceae selon la classification classique, ou de celle des Lamiaceae selon la classification phylogénétique. C'est un arbuste endémique d'Afrique et trouvé au Kenya et en Tanzanie. C'est une espèce vulnérable.